# Eichenbühl (Bawaria)
Eichenbühl – miejscowość i gmina w Niemczech, w kraju związkowym Bawaria, w rejencji Dolna Frankonia, w regionie Bayerischer Untermain, w powiecie Miltenberg. Leży około 5 km na wschód od Miltenberga, nad rzeką Erf.

## Dzielnice
W skład gminy wchodzą następujące dzielnice: Eichenbühl, Guggenberg, Heppdiel, Pfohlbach, Riedern i Windischbuchen.

## Demografia
| Rok  | Liczba mieszk. |
| ---- | -------------- |
| 1970 | 2.553          |
| 1987 | 2.680          |
| 2000 | 2.809          |
| 2005 | 2.715          |

## Oświata
(na 1999)

W gminie znajduje się 75 miejsc przedszkolnych (ze 107 dziećmi) oraz szkoła podstawowa (17 nauczycieli, 309 uczniów).